# ОШ „Јован Јовановић Змај” Смедерево
ОШ „Јован Јовановић Змај“ Смедерево је једна од градских основних школа у Смедереву, основа 1868. године. Носи име једног од наших најпознатијих песника Јована Јовановића Змаја.
Зграда школе саграђена је током 1931. године и тада се, у смедеревској јавности, звала „Нова школа”. Одлучено је да се подигне једна школска зграда на општинском плацу „Маркићево”, који је тестаментом завештао општини Смедерево велики добротвор Дине Манчић. Новосаграђене школе на Царини и код Горње ваге биле су под управом централне Ћир-Антине школе. Нова школа код Горње ваге имала је осам учионица и две канцеларијe. Распоред ученика је био полно селектиран - мушка одељења у приземљу, a женска на спрату. У школској 1933/34. години дошло је до одвајања Горње школе од Централне.
Самосталност је трајала кратко, до школске 1937/38. године када су све школе централизоване и стављене под јединствену управу. Тако централизоване основне школе у Смедереву, међу којима и Нова школа на Славији, дочекале су рат и окупацију земљe 1941. године.
Школске 1952/53. године у Смедереву се прелази на систем осмогодишњег образовања. Почетком школске 1956/57. године, 22. септембра, школа је добила назив Осмогодишња школа „Jован Jовановић Змај”. Школа је из старе школске зграде (зграде код Горње ваге) пресељена у ново, модерно здање, 2. септембра 1985. године.